# St. Marien (Staßfurt)

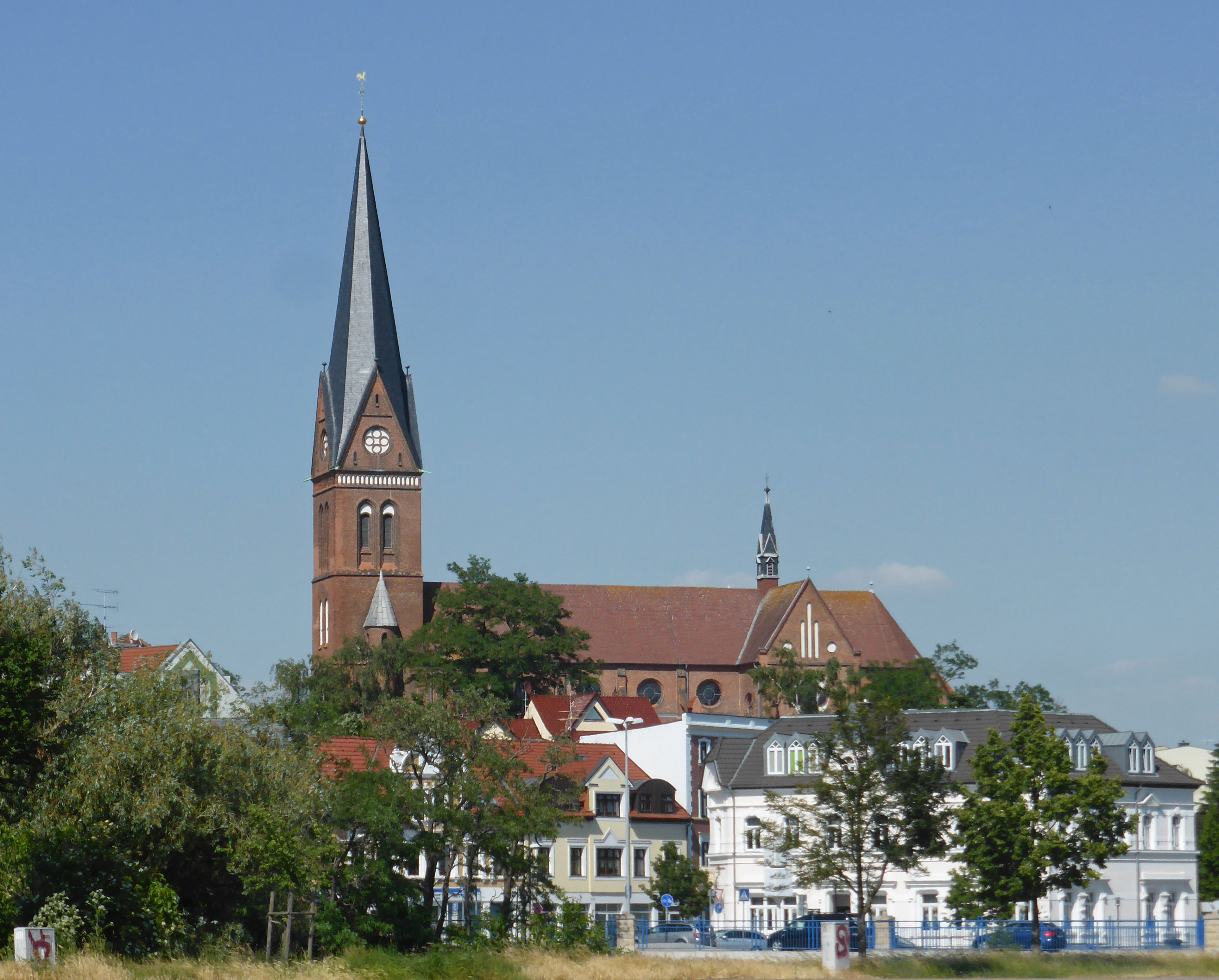
Ansicht aus der Ferne

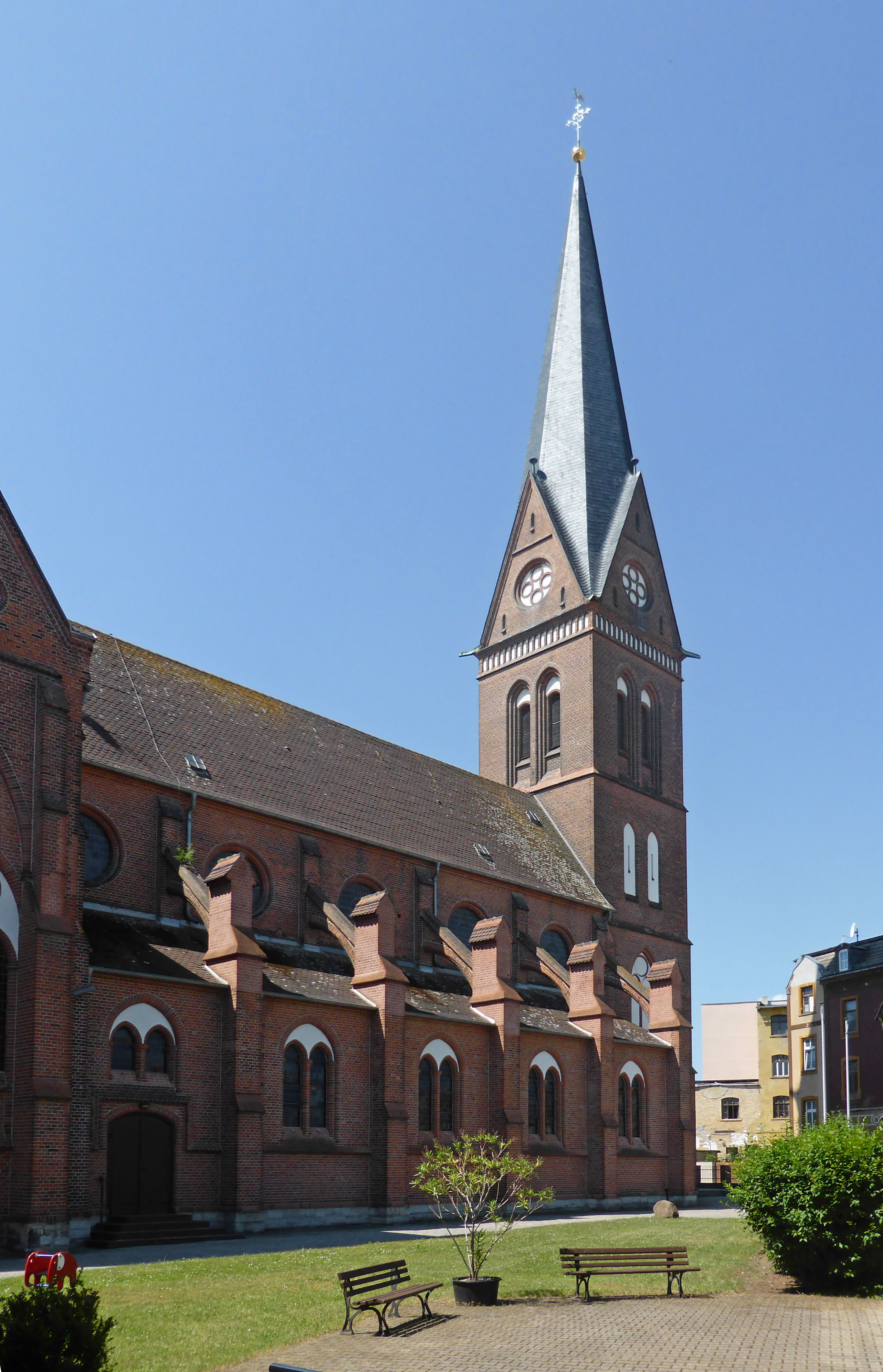
Teilansicht der Kirche

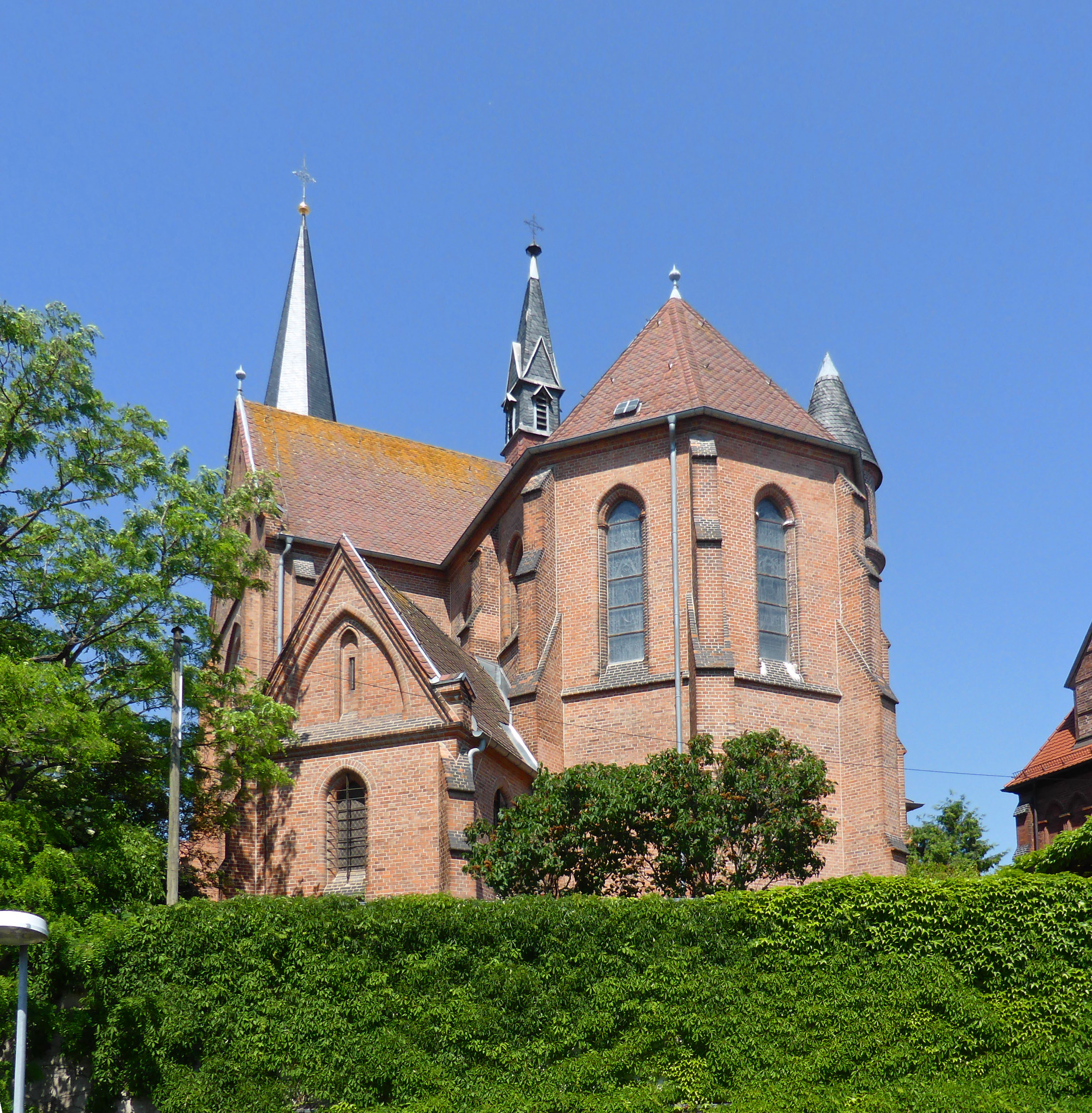
Chor der Kirche

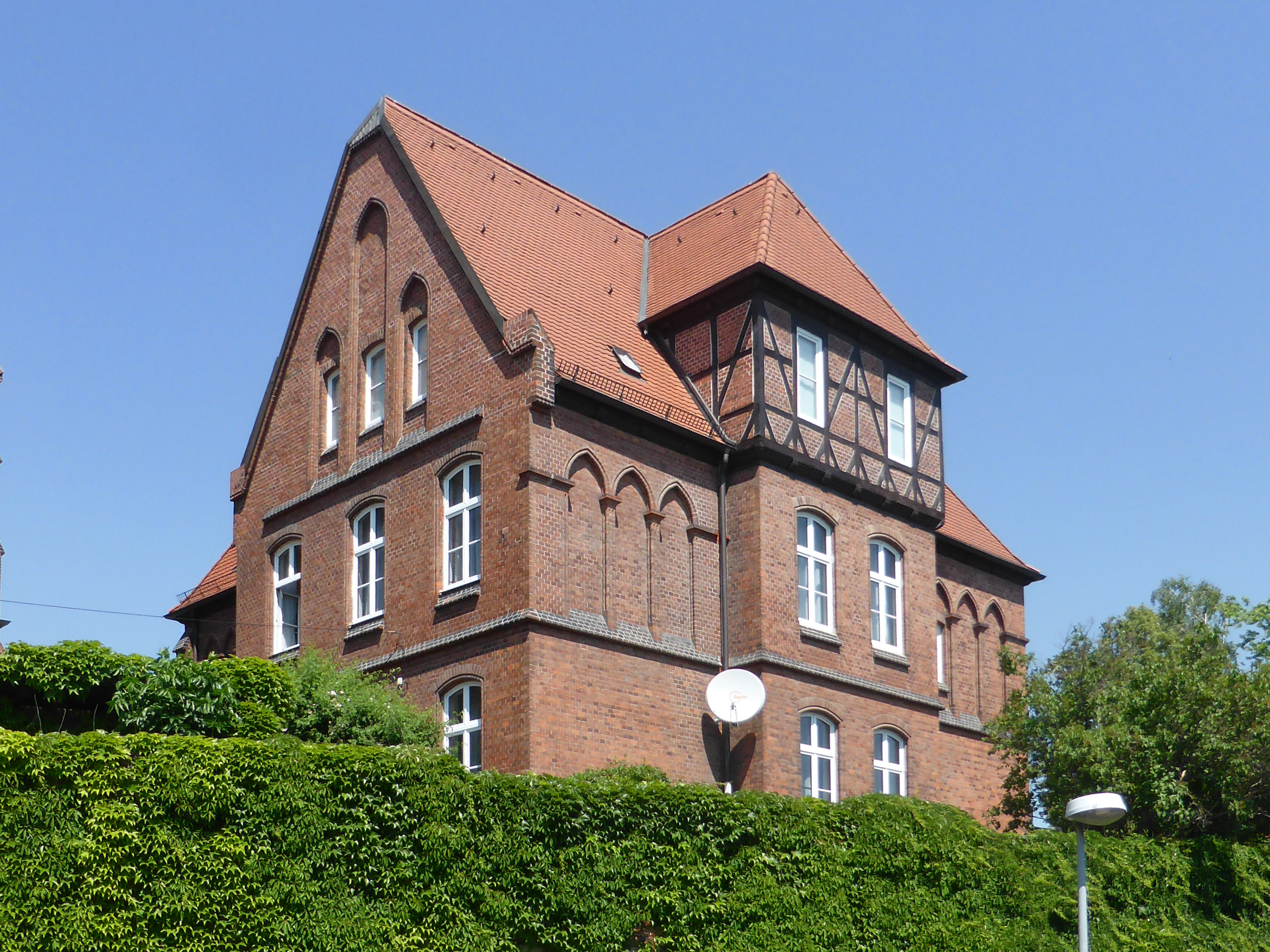
Pfarrhaus

Die Kirche Sankt Marien, offiziell Unbefleckte Empfängnis genannt, ist die katholische Kirche in Staßfurt, einer Stadt im Salzlandkreis in Sachsen-Anhalt. Die nach der heiligen Maria (Mutter Jesu) und dem Dogma der Unbefleckten Empfängnis benannte Kirche ist die Pfarrkirche der Pfarrei St. Marien Staßfurt-Egeln in der Pastoralregion Salzland des Bistums Magdeburg. Sie ist im Denkmalverzeichnis des Landes Sachsen-Anhalt unter der Erfassungsnummer 094 11210 als Baudenkmal aufgeführt und hat die Adresse Bergstraße 5.

## Geschichte
Staßfurt gehörte zunächst zum Bistum Halberstadt, nach der Gründung des Erzbistums Magdeburg zu diesem. Im 16. Jahrhundert erlosch mit der Reformation das Erzbistum Magdeburg und das katholische Leben in Staßfurt.
Mit der Neuumschreibung der katholischen Diözesen in Deutschland nach dem Wiener Kongress wurde Staßfurt dem Bistum Paderborn zugeordnet. 1827 lebten nur sieben Katholiken in Staßfurt, das zunächst zur Pfarrei Egeln gehörte. Im Zuge der Industrialisierung im 19. Jahrhundert wuchs die Zahl der Katholiken in Staßfurt stark an, so dass 1867 bereits 715 Katholiken in Staßfurt und den umliegenden Orten gezählt wurden. Es handelte sich um katholische Arbeiter aus dem Eichsfeld und den Ostgebieten des Deutschen Reiches. 1867 wurde auch das Dekanat Egeln eingerichtet, dem Staßfurt bis zur Auflösung der Dekanatsstrukturen im Bistum Magdeburg am 31. August 2023 angehörte. Mindestens seit 1859 fanden bereits gelegentliche katholische Gottesdienste in Staßfurt im Saal eines Gasthauses statt, gehalten durch Priester aus Calbe (Saale) und Egeln. 1868 wurde in Staßfurt eine Missionspfarrei errichtet, die einen ortsansässigen Priester bekam. Von 1868 an wurden in Staßfurt auch Kirchenbücher geführt. 1869 mietete der Pfarrer in einer anderen Gaststätte am Luisenplatz einen Saal an, in dem eine Kapelle eingerichtet wurde, die bis 1872 bestand.
Im März 1872 wurde das Kirchenbaugrundstück angekauft, auf dem eine barackenförmige Notkirche errichtet wurde, die Ende Juni 1872 bezogen wurde, aber bereits 1879 eine Vergrößerung erfuhr. Nach dem Erhalt einer größeren Erbschaft wurden 1881/82 zunächst das Pfarr- und Schulhaus erbaut. Am 6. Juni 1886 erfolgte die Grundsteinlegung der Kirche durch den Staßfurter Missionspfarrer Ernst Krekeler, und am 3. Juli 1887 nahm er die Benediktion der neuerbauten Kirche vor. 1887/88 wurden die drei unteren Geschosse des Turmes erbaut, der aus finanziellen Gründen zunächst noch nicht vollendet werden konnte. Damals umfasste die Pfarrei Staßfurt bereits rund 2500 Katholiken, dazu kamen im Sommer mehrere hundert katholische Saisonarbeiter. Am 19. Juni 1893 fand die bischöfliche Kirchweihe durch Hubert Theophil Simar statt. Am 23. September 1894 wurde die bisherige Missionspfarrei zur Pfarrei erhoben. 1895 erfolgten die Fertigstellung des Turmes und der Einbau der Glocken sowie 1896 die Installation der Orgel. Die Bronzeglocken wurden bereits 1917 für Rüstungszwecke eingeschmolzen und 1922 durch ein Gussstahlgeläut ersetzt. 1939 schlossen die nationalsozialistischen Machthaber die katholische Schule. 
1960 begannen verschiedene Renovierungsarbeiten, wobei der Innenraum, teils mit schwer zu entfernender Latexfarbe, großflächig weiß gestaltet und dabei auch der Backstein teilweise übermalt wurde. Die Kirche erhielt 1964 einen neuen Hochaltar, der am 3. November 1966 durch Weihbischof Friedrich Maria Rintelen konsekriert wurde, sowie 1965 einen neuen Tabernakel. Ein Sturmschaden gab in den 1980er Jahren Anlass zur Neueindeckung des altersschwachen Daches, welche von staatlichen Stellen zunächst verhindert wurde. Nachdem Bischof Johannes Braun deshalb eine Lösung mit Baumaterial aus dem NSW, welche der DDR Devisen in Aussicht stellte, anstrebte, entfielen alle bürokratischen Hürden schlagartig. Von 1990 bis 1997 erfolgten wieder Renovierungen und Veränderungen, unter anderem wurden der Hochaltar verkleinert und der durch die Emissionen der in und um Staßfurt ansässigen chemischen Industrie angegriffene Turm vollständig eingerüstet und instand gesetzt. Nachdem 2018, zu Beginn der Orgelrestaurierung, ein massiver Schwammbefall des Bodens der Orgelempore festgestellt wurde, riss man diesen komplett ab und baute ihn neu.
Zu DDR-Zeiten pflegte die Mariengemeinde eine Partnerschaft mit der katholischen Gemeinde im westdeutschen Tauberbischofsheim.
Im Zuge der friedlichen Revolution wurden ab Ende Oktober 1989 auch in St. Marien montägliche Gebetsgottesdienste abgehalten. Eine Woche später war die überfüllte Kirche Ausgangspunkt für einen Demonstrationszug zur SED-Kreisleitung; später waren auch die Geistlichen von St. Marien in die „Runden Tische“ involviert.
Nach der Wende wurde 1992 ein Kindergarten eröffnet, auch ein Altenpflegeheim wurde übernommen. Im Sommer 1996 wurde der Grundstein für das Gemeindehaus gelegt, das im Januar 1997 durch Bischof Leo Nowak eingeweiht wurde.
Zum 15. Dezember 2007 wurde der Gemeindeverbund Staßfurt – Egeln – Wolmirsleben – Hecklingen – Westeregeln errichtet, der neben der Pfarrei St. Marien in Staßfurt auch die Pfarreien St. Marien in Egeln und St. Johannes Baptist in Wolmirsleben sowie die Pfarrvikarien Herz Jesu in Hecklingen und St. Mechthild in Westeregeln umfasste. Damals gehörten zur Pfarrei Staßfurt rund 1000 Katholiken. Am 2. Mai 2010 wurde aus dem Gemeindeverbund die heutige Pfarrei St. Marien Staßfurt-Egeln. Zur neuen Pfarrei gehörten darüber hinaus zunächst auch die Kirchen Herz Jesu (Atzendorf), Christkönig (Cochstedt), St. Theresia vom Kinde Jesu (Förderstedt), St. Josef (Löderburg), St. Franziskus Xaverius (Unseburg) sowie die St.-Mechthild-Kapelle (Hakeborn) und weitere Kapellen in Hohenerxleben und Tarthun, die sämtlich bis 2014 profaniert wurden.

## Architektur und Ausstattung
Die Kirche entstand nach Plänen des Architekten Arnold Güldenpfennig im Baustil der Neugotik. Ihr rund 60 Meter hoher Turm ist einer der höchsten Türme aller Kirchen, die zum Bistum Magdeburg gehören. Ihre Glocken wurden 1922 vom Bochumer Verein gegossen und tragen die Namen Maria, Petrus und Johannes.
Die Buntglasfenster im Chorraum sind ein Werk von Joseph Osterrath, sie zeigen im mittleren Fenster Maria und in den flankierenden Fenstern die Heiligen Bonifatius und Norbert von Xanten. Die Ausmalung des Chorgewölbes stammt noch aus der Frühzeit der Kirche. Sie wurde um 1960 übermalt und 1990 wieder freigelegt und konserviert. Auf dem Tabernakel ist das Auge Gottes dargestellt. Der Altar und der Ambo sind schlicht ausgeführt. Das Kirchengestühl stammt noch aus der Anfangszeit der Kirche. Im südlichen Seitenschiff ist eine Pietà zu finden. In nördlichen Querschiff ist ein neugotischer Flügelaltar von 1892 aufgestellt, im südlichen Querschiff eine Statue der Anna selbdritt. Der Kreuzweg stammt von 1962. Nahe dem Westeingang zeigt ein Relief den heiligen Antonius von Padua.

## Rühlmann-Orgel
Die Orgel, 1895/96 von Wilhelm Rühlmann als Opus 178 erbaut, ist – mit Ausnahme der Prospektpfeifen – original erhalten. Das Instrument hat 30 Register auf zwei Manualen und Pedal sowie pneumatische Spiel- und Registertrakturen. Die Pfeifen stehen auf Kastenladen. Die zinnernen Prospektpfeifen fielen der Rüstungsindustrie des Ersten Weltkrieges zum Opfer und wurden später durch Zinkpfeifen mit abweichenden Mensuren ersetzt. Restauriert wurde die Orgel, nachdem schon 1989 eine Restaurierung stattfand, ab 2018 vom Unternehmen Vogtländischer Orgelbau Thomas Wolf. Dieses rekonstruierte auch die Prospektpfeifen anhand des Vorbilds anderer, erhaltener Rühlmann-Orgeln. Die festliche Wieder-in-Dienstnahme war am ersten Advent 2020.
| I Hauptwerk C–f3 |                  |        |
| 1.               | Bordun           | 16′    |
| 2.               | Principal        | 08′    |
| 3.               | Oktave           | 04′    |
| 4.               | Gamba            | 08′    |
| 5.               | Gemshorn         | 08′    |
| 6.               | Hohlflöte        | 08′    |
| 7.               | Gedect           | 08′    |
| 8.               | Flute harmonique | 04′    |
| 9.               | Quinte           | 02 ⁄3′ |
| 10.              | Octave           | 02′    |
| 11.              | Mixtur IV        | 02′    |
| 12.              | Trompete         | 08′    |

| II Oberwerk C–f3 |                 |        |
| 13.              | Lieblich Gedact | 16′    |
| 14.              | Geigenprincipal | 08′    |
| 15.              | Lieblich Gedact | 08′    |
| 16.              | Flauto traverso | 08′    |
| 17.              | Salicional      | 08′    |
| 18.              | Vox celestis    | 08′    |
| 19.              | Fugara          | 04′    |
| 20.              | Rohrflöte       | 04′    |
| 21.              | Nasat           | 02 ⁄3′ |
| 22.              | Waldflöte       | 02′    |
| 23.              | Cornett III     |        |

| Pedal C–d1 |              |         |
| 24.        | Subbaß       | 16′     |
| 25.        | Violonbaß    | 16′     |
| 26.        | Quintbaß     | 10 2⁄3′ |
| 27.        | Principalbaß | 08′     |
| 28.        | Cello        | 08′     |
| 29.        | Gedacktbaß   | 08′     |
| 30.        | Posaune      | 16′     |

- Koppeln:

Normalkoppeln: II/I, I/P; II/P,
Suboktavkoppel: II/I
- Spielhilfen:  Feste Kombinationen p, mf, f, Tutti; Pianopedal; Schwelltritt